# Psychomyia vaillanti
Psychomyia vaillanti är en nattsländeart som beskrevs av Schmid 1997. Psychomyia vaillanti ingår i släktet Psychomyia och familjen tunnelnattsländor. Inga underarter finns listade i Catalogue of Life.